# The Crown (gruppo musicale)
The Crown è una band thrash death metal nata nel 1990 a Trollhättan, Svezia.

## Storia del gruppo
Nati con il nome di Crown of Thorns, furono costretti a cambiarlo in seguito ad un'azione legale nei loro confronti da parte della band christian glam rock statunitense Crown of Thorns.
Nel 2001 entra a far parte della band Tomas Lindberg, storico cantante degli At the Gates. Egli registra l'album Crowned in Terror, da molti considerato il capolavoro della band. In precedenza aveva già collaborato con la band come cantante ospite nella canzone Devil Gate Ride tratta dall'album Deathrace King (da notare anche la partecipazione come guest di Mika Luttinen, cantante degli Impaled Nazarene, nella canzone Total Satan). Dopo l'uscita dal gruppo di Tomas Lindberg avvenuta nel 2002, l'ex cantante Johan Lindstrand ritorna nella band registrando nuovamente Crowned in Terror. L'album esce insieme ad una raccolta con il nome di Crowned Unholy.
Ultimo capitolo, prima dello scioglimento avvenuto nel 2004, è l'album Possessed 13.
Lindstrand formerà in seguito la band One Man Army and the Undead Quartet; Marko Tervonen e Janne Saarenpää, rispettivamente chitarrista e batterista, formeranno la band Angel Blake.
Si sono esibiti in Italia nel febbraio del 2003 a Pavia e a Vicenza, e nel novembre del 2003 a Milano e a Roma.

### Reunion
Dopo l'annuncio della nascita della band Dobermann, che prevedeva l'intera formazione dei The Crown con Andreas "Whiplasher Bernadotte" Bergh dei Deathstars al posto di Johan Lindstrand, il 1º dicembre 2009 viene annunciata la riunione dei The Crown con il cantante Jonas Stålhammar, già cantante degli Utumno e chitarrista in molte band tra cui i God Macabre.
Il nuovo album, uscito il 27 settembre 2010, si intitola Doomsday King.

## Stile musicale
I loro testi, riguardanti temi come la morte e la ribellione, spesso si rivelano antireligiosi, in particolar modo contro il Cristianesimo.

## Formazione

### Formazione attuale
- Johan Lindstrand - voce (1998-2001, 2002-2004, 2011-presente)
- Marko Tervonen - chitarra (1998-2004, 2009-presente)
- Robin Sörqvist - chitarra (2013-presente)
- Henrik Axelsson - batteria (2016-presente)

### Ex componenti
- Magnus Olsfelt - basso (1998-2004, 2009-2022)
- Tomas Lindberg - voce (2001-2002)
- Jonas Stålhammar - voce (2009-2011)
- Marcus Sunesson - chitarra (1998-2004, 2009-2012)
- Janne Saarenpää - batteria (1998-2004, 2009-2013)

### Ex turnisti
- Robin Sörqvist - chitarra (2012-2013)
- Henrik Axelsson - batteria (2014-2016)

## Discografia

### Come Crown of Thorns

#### Demo
- 1993 - Forever Heaven Gone
- 1994 - Forget The Light

#### Album in studio
- 1995 - The Burning (ristampato con il nome The Crown nel 2002)
- 1997 - Eternal Death (ristampato con il nome The Crown nel 2002)

### Come The Crown

#### Album in studio
- 1999 - Hell Is Here
- 2000 - Deathrace King
- 2002 - Crowned in Terror
- 2003 - Possessed 13
- 2004 - Crowned Unholy
- 2010 - Doomsday King
- 2015 - Death Is Not Dead
- 2018 - Cobra Speed Venom
- 2021 - Royal Destroyer

#### Singoli e Split
- 2002 - Death Campaign Vol.II (split con Vomitory, Callenish Circle, Bludgeon, Beyond the Embrace)
- 2003 - Bringer of Blood / Possessed 13 (split con Six Feet Under)
- 2014 - Headhunter
- 2018 - The Great Dying / Nemesis Diamond
- 2018 - Iron Crown
- 2018 - Zombiefied!
- 2021 - Driven to Disaster
- 2021 - Ultra Faust

#### Live
- 2005 - 14 Years of No Tomorrow (video)

## Videografia

### DVD
- 2006 - 14 Years of No Tomorrow 3 DVD contenenti documentari ed esibizioni live